# Joseph Pulitzer-emlékdíj
A Joseph Pulitzer-emlékdíj azzal a céllal jött létre a kelet-közép-európai rendszerváltozást követően 1989-ben, hogy a kimagasló szakmai teljesítményt felmutató magyarországi újságírók méltó elismerésben részesüljenek. A díjat a Joseph Pulitzer-emlékdíj Alapítvány adja minden évben.

## Története
1989-ben alapította Fábry Pál New Orleansban élő magyar üzletember. A díj sok szempontból hasonló az amerikaiaknak New Yorkban évente átadott Pulitzer-díjakhoz, működését tekintve azonban független ezektől, és magyarországi újságíróknak adják. Nevét a 19. század végén élt Joseph Pulitzer (eredeti nevén: Pulitzer József) magyar származású amerikai újságíróról és kiadóról, sajtómágnásról kapta, a Pulitzer-örökösök hozzájárulásával.

## Kategóriák
- Életmű
- Újságírói alkotóközösségek, szerkesztőségek
- Publicisztika
- Képi megjelenítés
- Cikk, cikksorozat, oknyomozó, tényfeltáró riport társadalmi-politikai eseményekről, jelenségekről
- Külpolitikai elemző újságírás kategória
- Rádiós riporteri, szerkesztői, műsorvezetői tevékenység
- Televíziós szerkesztői, műsorvezetői tevékenység

## Kurátorok
- Kepes András (újságíró)
- Bárándy Péter (jogász)
- Brückner Gergely (újságíró)
- Javorniczky István (újságíró)
- Rangos Katalin (újságíró)
- Rényi Pál Dániel (újságíró)

## Érdekesség
2010-ben a kuratórium tiszteletbeli jubileumi elismerést adott kuratóriumi tagoknak.